# 萧贵妃 (辽圣宗)
萧贵妃（970年—993年），辽圣宗贵妃。生两女一子。驸马萧排押长女，生母没有记载。
《辽史·后妃传》中，无其萧贵妃传记。《辽史·公主表》记：“圣宗十四女，贵妃生一女，燕哥，第一，封随国公主”。这是萧贵妃唯一的文献记载:79。
2015年5月，内蒙古自治区锡林郭勒盟多伦县的一处辽代墓葬被盗。其中一座即萧贵妃墓葬:55。依据出土墓誌銘，知晓萧贵妃生平、家世:86。由于契丹人名复杂，当代研究者根据墓志文和其他文献考证出，萧氏的曾祖萧迷古里即蕭阿古只之子萧安团，祖父萧信宁，父亲萧宁即萧排押:88:86:80。她是萧宁长女:89。生母没有记载。同时，萧氏年长于继母（嫡母）魏国公主耶律長壽女:89:88。
根据萧氏逝世时的年龄，她出生于保寧二年（970年）。墓志所记，“皇上方资淑媛，协赞内朝。闻四德以备修，陈六仪而选纳。年甫十七，礼归百两。暨荣升紫禁，孝事皇姑。”萧氏选入辽圣宗的后宫，当在统和四年（986年）:86。墓志所记，“永巷陈脱簪之谏，不废忠规。”因“永巷脱簪之谏”是姜后的典故。故有研究者认为，她即是统和四年（986年）九月所立的皇后萧氏，后被废:86—87。持此观点的研究者，又指出她与统和十九年（1001年）所废的萧皇后并非同一人:89:87。
统和八年（990年），萧氏生耶律燕哥。其余一子一女，出生时间，已无法考证。统和九年（991）夏六月，萧氏被册封为贵妃。统和十一年（993年）夏六月二十七日，萧贵妃逝世于行在，“享年二十有四（虚岁）”:86。
萧贵妃逝世时，两女尚幼，皇子则已夭折。有研究者认为，此子即是统和七年（989年）出生的皇子耶律佛宝奴:87:89。

## 墓葬
萧贵妃墓位于内蒙古自治区锡林郭勒盟多伦县蔡木山乡铁公泡子村五组西南约公里的山谷中，当地称为“小王力沟”。2015年5月，墓葬被盗。同年6月至12月，内蒙古文物考古研究所与锡林郭勒盟文物保护管理站、多伦县文物局组成联合考古队，进行抢救性发掘。共有两座大墓，编号为M1、M2:55。M2有墓志出土，可知墓主为萧贵妃。M1墓主身份和建筑年代不详。据墓葬形制推测，可能处于辽兴宗中晚期至辽道宗晚期，推测墓主为萧贵妃家族成员:77—78。两座墓葬以“内蒙古多伦辽代贵妃家族墓葬”之名列为2015年度全国十大考古新发现:86。
萧贵妃墓为砖结构单室墓，未见封土痕迹。墓葬全长40米，由墓道、天井、墓门、甬道、主室五部分组成:61。主室中的木棺棺盖破坏严重，棺内未发现她的骨骼。地面保留有一只随葬小犬的完整骨骼。墓葬在发掘前已被盗。木棺内及棺床上的随葬品虽被追缴，但放置情况、组合关系等已不清楚。其它随葬品因被掩埋，大部分得以幸存:64—65。墓中随葬品以瓷器为大宗。参与发掘的研究者推测，随葬品中较少使用金银器可能与当时经济困难的时局有关:78—79。

## 备注
1. 1 2  王善军、王迎辉文章中，称萧贵妃生于保寧元年（969年）[2]:89。以虚岁计，当生于保寧二年（970年）[3]:90。